# إقليم كاشيو
إقليم كاشيو (بالبرتغالية: Cacheu) هي إقليم في غينيا بيساو، تقع في North, Guinea-Bissau ‏، بلغ عدد سكانها 192,508 نسمة وذلك حسب إحصائيات سنة 2009، عاصمتها كاشيو، تبلغ مساحتها 5,174.9 كيلومتر مربع.

## الموقع

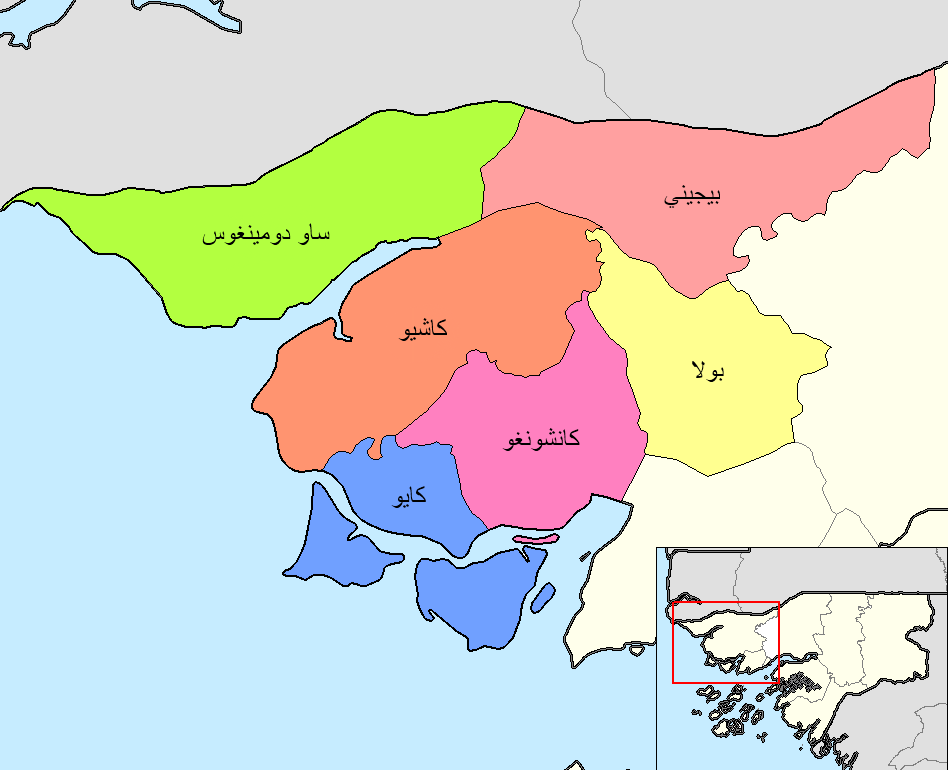
خريطة لقطاعات إقليم كاشيو في غينيا بيساو.

تشترك في الحدود مع:
- إقليم أويو
- إقليم زيغنشور
- إقليم بيومبو
- سيدهيو.